# Формула 1 — сезона 2003
54. сезона Формуле 1 је одржана 2003. године од 9. марта до 12. октобра. Вожено је 16 трка.
Сезона 2003. године је доживела низ нових правила и прописа који су требало да помогну мањим тимовима са мањим буџетом, те донијети више узбуђења у Ф1. Уведен је нови систем бодовања, који се користи и данас. Победник добија 10 бодова, други 8, па 6, 5, 4, 3, 2, 1.